# Огастин Вашингтон
Огастин Вашингтон (енгл. Augustine Washington; 12. новембар 1694 — 12. април 1743) је био отац Џорџа Вашингтона, првог председника САД.

## Биографија
Рођен је 12. новембра 1694. године као син Лоренса Вашингтона, војног капетана и Милдред Ворнер.
Имао је две супруге: Џејн Батлер (у браку од 1715−1730) и Мери Бел (у браку од 1731−1743). Са другом Мери је 1732. године добио сина Џорџа Вашингтона.

### Деца (са Џејн Батлер)
- Батлер Вашингтон (1716−1716)
- Лоренс Вашингтон (1718−1752)
- Огастин Вашингтон Мл. (1720−1762)
- Џејн Вашингтон (1722−1735)

### Деца (са Мери Бел)
- Џорџ Вашингтон (1732−1799)
- Бети Вашингтон Луис (1733−1797)
- Самјуел Вашингтон (1734−1781)
- Џон Огастин Вашингтон (1736−1787)
- Чарлс Вашингтон (1738−1799)
- Милдред Вашингтон (1739−1740)